# Carex trichina
Carex trichina är en halvgräsart som beskrevs av Merritt Lyndon Fernald. Carex trichina ingår i släktet starrar, och familjen halvgräs. Inga underarter finns listade i Catalogue of Life.